# Караван-сарай шаха Сефи
Караван-сарай шаха Сефи — историко-архитектурный памятник XVII века, расположенный в посёлке Балаханы. Караван-сарай шаха Сефи был построен в 1635-1636 годах мастером Бурханом и саркаром Бехбудом по распоряжению сефевидского правителя шаха Сефи I.
Караван-сарай шаха Сефи в плане представляет собой удлинённый прямоугольник с отношением сторон примерно 1:3. Караван-сарай своим входным проёмом ориентирован на северо-восток.

## История
Караван-сарай шаха Сефи был построен в 1635-1636 годах мастером Бурханом и саркаром Бехбудом по распоряжению сефевидского правителя шаха Сефи I. Караван-сарай,
называемый местным населением Дворцом Хаджа Рухуллы, расположен в центре посёлка. В годы советской власти караван-сарай долгое время использовался как склад. В первые годы независимости Азербайджана здесь функционировал ресторан. Затем в результате усилий жителей посёлка помещение караван-сарая было очищено, а вокруг него были проведены работы по благоустройству.
На арочной деревянной двери этого памятника истории была китабе. В настоящее время её уже нет, но фотонегатив хранится в научном архиве Института истории Национальной Академии наук Азербайджана под названием «Караван-сарай шаха Сефи» как инвентарь за номером 68-14.
В 1968-1969 годах здесь были проведены реставрационные работы.

## Архитектурные особенности
Караван-сарай шаха Сефи в плане представляет собой удлинённый прямоугольник с отношением сторон примерно 1:3. Караван-сарай своим входным проёмом ориентирован на северо-восток. Удлинённое помещение внутри делится на три части лопатками со значительным выступом. Лопатки из одной стены помещения стрельчатой аркой переходят к противоположной стороне, разделяя пространство помещения на три части и устраняя его неприятную коридорообразную форму. Одновременно они укрепляют стену и перекрытия здания, работая как стрельчатый свод. По углам караван-сарая (за исключением главного фасада) и посередине боковых фасадов имеются глухие башни. Все они равного диаметра и суживаются кверху.
По центру главного фасада, над обрамлением стрельчатой арки входа была вмонтирована надпись. В надписи указывалось построение караван-сарая в 1045 году по хиджре (1635/36).